# Регламент про ринковий нагляд та відповідність продуктів
Регла́мент про ри́нковий на́гляд та відпові́дність проду́ктів — нормативно-правовий акт Європейського Союзу спрямований на захист здоров’я та безпеки клієнтів, довкілля та інших суспільних інтересів. Регламент  значно посилює контроль за продукцією, особливо тією, що імпортується з держав поза межами ЄС. Його впровадження сприяє підвищенню рівня захисту споживачів, зменшенню кількості небезпечної продукції на ринку та сприяє більш ефективній інтеграції єдиного ринку.
Регламент зобов'язує держави-члени створювати органи, відповідальні за перевірку продукції, що розміщується на внутрішньому ринку ЄС та визначає обов'язки виробників, імпортерів та дистриб'юторів щодо відповідности продукції вимогам стандартів. Зокрема, посилюється обмін інформацією між наглядовими органами держав ЄС через систему інформаційного співробітництва (ICSMS).
Регламент вніс зміни до деяких нових законодавчих рамкових законів: Директиви 2004/42/ЄС та Регламентів (ЄС) № 765/2008 та (ЄС) № 305/2011. Він передбачає оперативну співпрацю між органами ринкового нагляду Сполученого Королівства та ЄС відповідно до Угоди про торгівлю та співробітництво між ЄС та Сполученим Королівством 2020 року.